# 54.º governo da Monarquia Constitucional
O 54.º governo da Monarquia Constitucional e 25.º governo desde a Regeneração, nomeado a 20 de março de 1906 e exonerado a 19 de maio do mesmo ano, foi presidido por Ernesto Hintze Ribeiro. 
A sua constituição era a seguinte:
| Cargo                                                                                 | Detentor | Detentor                                      | Período                                  |
| ------------------------------------------------------------------------------------- | -------- | --------------------------------------------- | ---------------------------------------- |
| Presidente do Conselho de Ministros                                                   |          | Ernesto Hintze Ribeiro (1849–1907)            | 20 de março de 1906 a 19 de maio de 1906 |
| Ministro e Secretário de Estado dos Negócios do Reino                                 |          | Ernesto Hintze Ribeiro (1849–1907)            | 20 de março de 1906 a 19 de maio de 1906 |
| Ministro e Secretário de Estado dos Negócios Eclesiásticos e de Justiça               |          | Artur de Campos Henriques (1852–1922)         | 20 de março de 1906 a 19 de maio de 1906 |
| Ministro e Secretário de Estado dos Negócios da Fazenda                               |          | António Teixeira de Sousa (1857–1917)         | 20 de março de 1906 a 19 de maio de 1906 |
| Ministro e Secretário de Estado dos Negócios da Guerra                                |          | Luís Augusto Pimentel Pinto (1843–1913)       | 20 de março de 1906 a 19 de maio de 1906 |
| Ministro e Secretário de Estado dos Negócios da Marinha e Ultramar                    |          | António de Azevedo Castelo Branco (1842–1916) | 20 de março de 1906 a 19 de maio de 1906 |
| Ministro e Secretário de Estado dos Negócios Estrangeiros                             |          | Venceslau de Lima (1858–1919)                 | 20 de março de 1906 a 19 de maio de 1906 |
| Ministro e Secretário de Estado dos Negócios das Obras Públicas, Comércio e Indústria |          | José Pereira dos Santos (1855–1927)           | 20 de março de 1906 a 19 de maio de 1906 |